# جیامباتیستا باسیل
جیامباتیستا باسیل (به ایتالیایی: Giambattista Basile) شاعر، نویسنده و گردآورندهٔ قصه‌های پریان ایتالیایی بود که در ۱۵ فوریهٔ ۱۵۶۶ در ناپل متولد شد و در ۲۳ فوریهٔ ۱۶۳۲ درگذشت. او به‌خاطر گردآوری و نگارش مجموعه‌ای از قصه‌های پریان به نام «لو کونتو ده لی کونتی» (به ایتالیایی: Lo cunto de li cunti) یا «پنتامرونه» شهرت دارد.

## زندگی‌نامه
باسیل در ناپل در خانواده‌ای از طبقهٔ متوسط به دنیا آمد. او به‌عنوان سرباز و درباری در خدمت شاهزادگان مختلف ایتالیایی، از جمله دوک ونیز، فعالیت می‌کرد. در ونیز بود که به سرودن شعر پرداخت و بعدها به ناپل بازگشت تا به‌عنوان درباری تحت حمایت دون مارینو دوم کاراچولو، شاهزادهٔ آولینو، خدمت کند. او منظومهٔ «لارتوزا» (به ایتالیایی: L'Aretusa) را در سال ۱۶۱۸ به این شاهزاده تقدیم کرد. تا زمان مرگش، باسیل به مقام «کنت تورونه» دست یافت.

## آثار
باسیل بیشتر به‌خاطر مجموعه قصه‌های پریان ناپلی با عنوان «لو کونتو ده لی کونتی اورو لو تراتنمنتو ده پچرینه» (به ناپلی: Lo cunto de li cunti overo lo trattenemiento de peccerille) شناخته می‌شود که به‌صورت پس از مرگش در دو جلد در سال‌های ۱۶۳۴ و ۱۶۳۶ توسط خواهرش آدریانا در ناپل منتشر شد. این اثر بعدها به نام «پنتامرونه» معروف شد. این مجموعه شامل قدیمی‌ترین نسخه‌های مکتوب بسیاری از قصه‌های پریان معروف اروپایی است، از جمله «راپانزل» و «سیندرلا».

## میراث
مجموعهٔ «پنتامرونه» باسیل تأثیر عمیقی بر نویسندگان بعدی قصه‌های پریان، از جمله شارل پرو و برادران گریم، داشت. برادران گریم به‌ویژه این اثر را به‌عنوان اولین مجموعه ملی قصه‌های پریان ستودند و بسیاری از داستان‌های آن را در مجموعه‌های خود گنجاندند.

## در فرهنگ عامه
فیلم «قصه قصه‌ها» (به ایتالیایی: Il racconto dei racconti) محصول سال ۲۰۱۵ به کارگردانی ماتئو گارونه، اقتباسی آزاد از مجموعه «پنتامرونه» باسیل است که سه داستان از این مجموعه را به تصویر می‌کشد.